# Muchuri

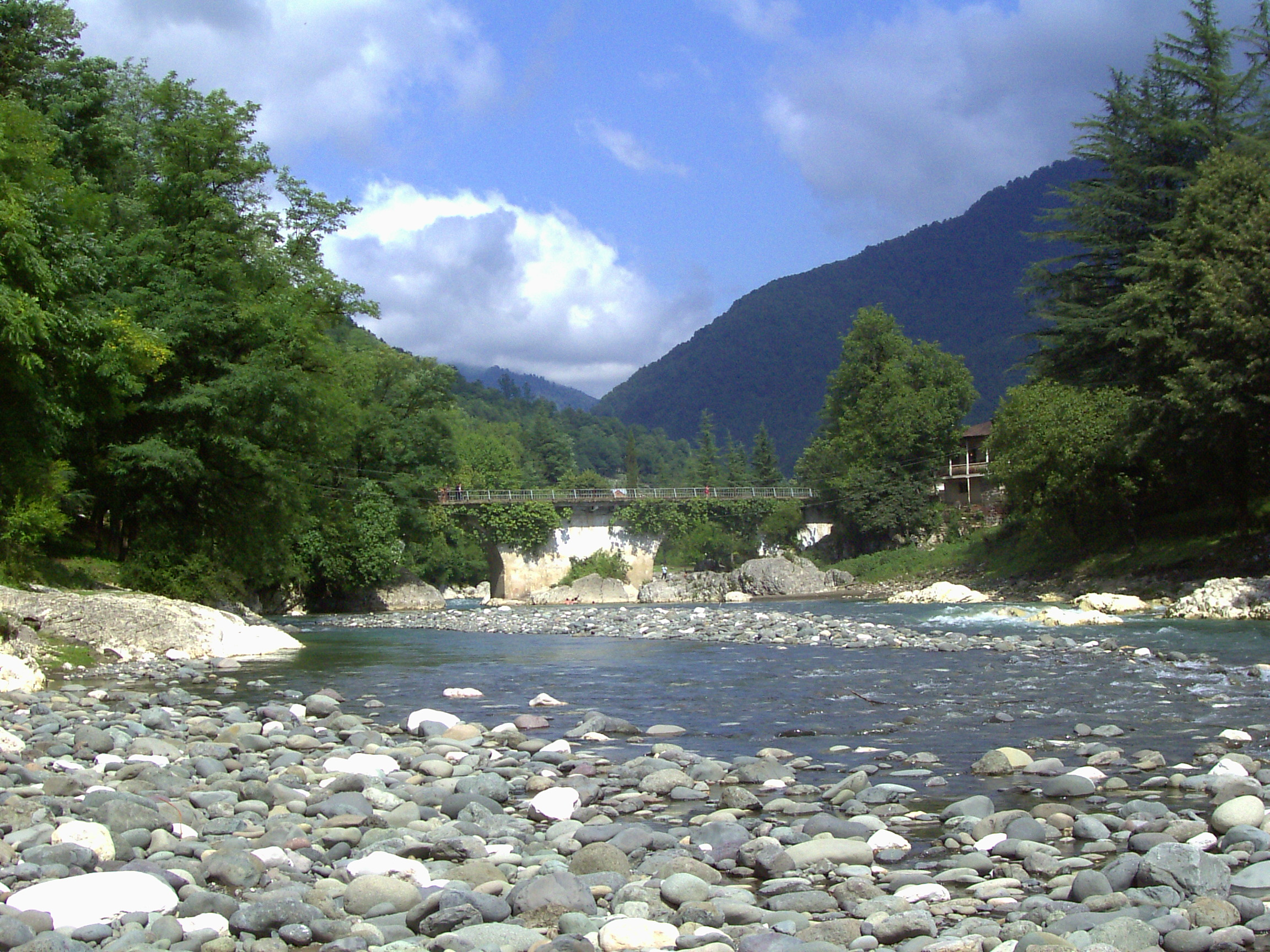
Brücke von Mukhuri

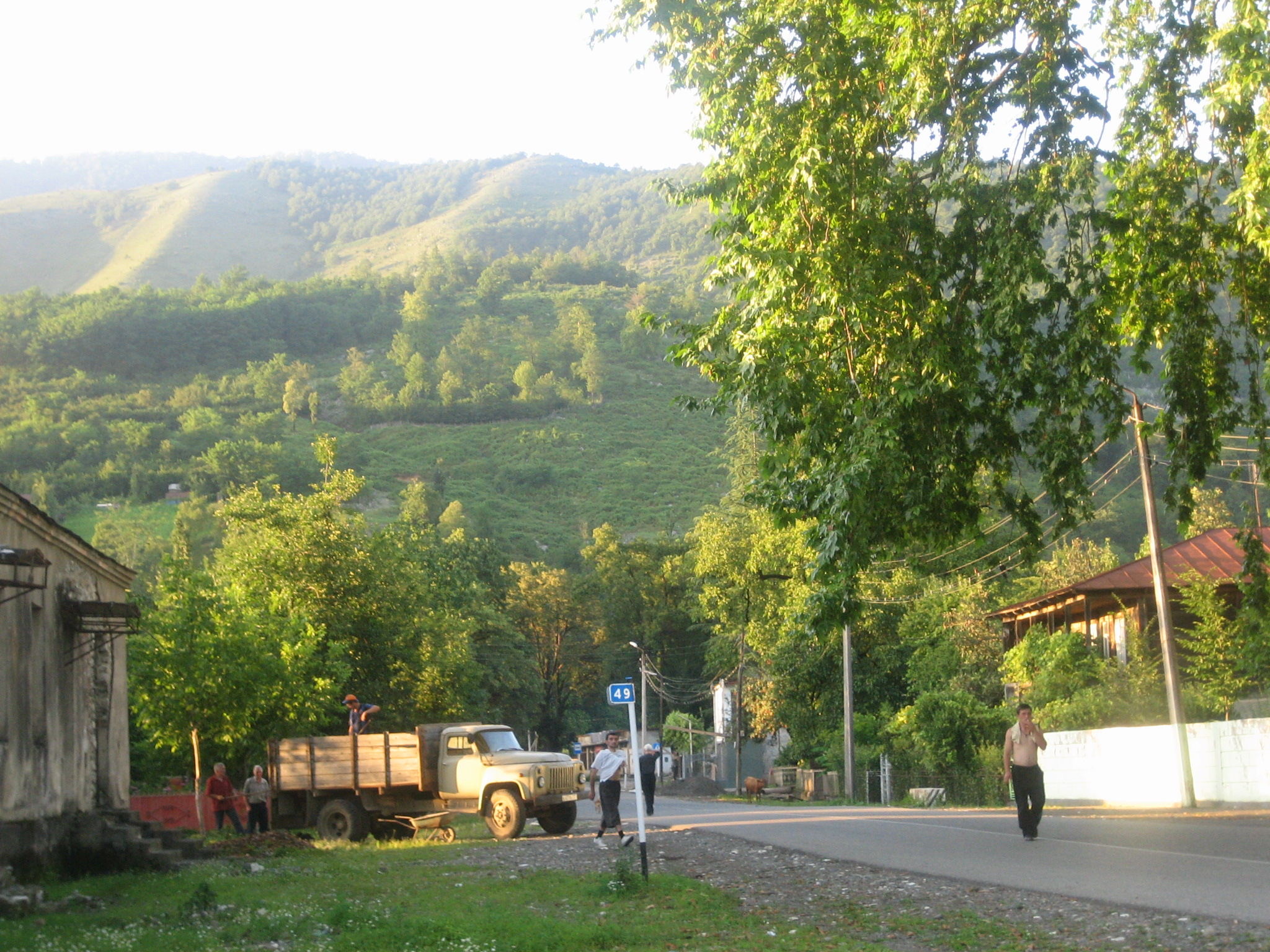
Blick entlang der Hauptstraße

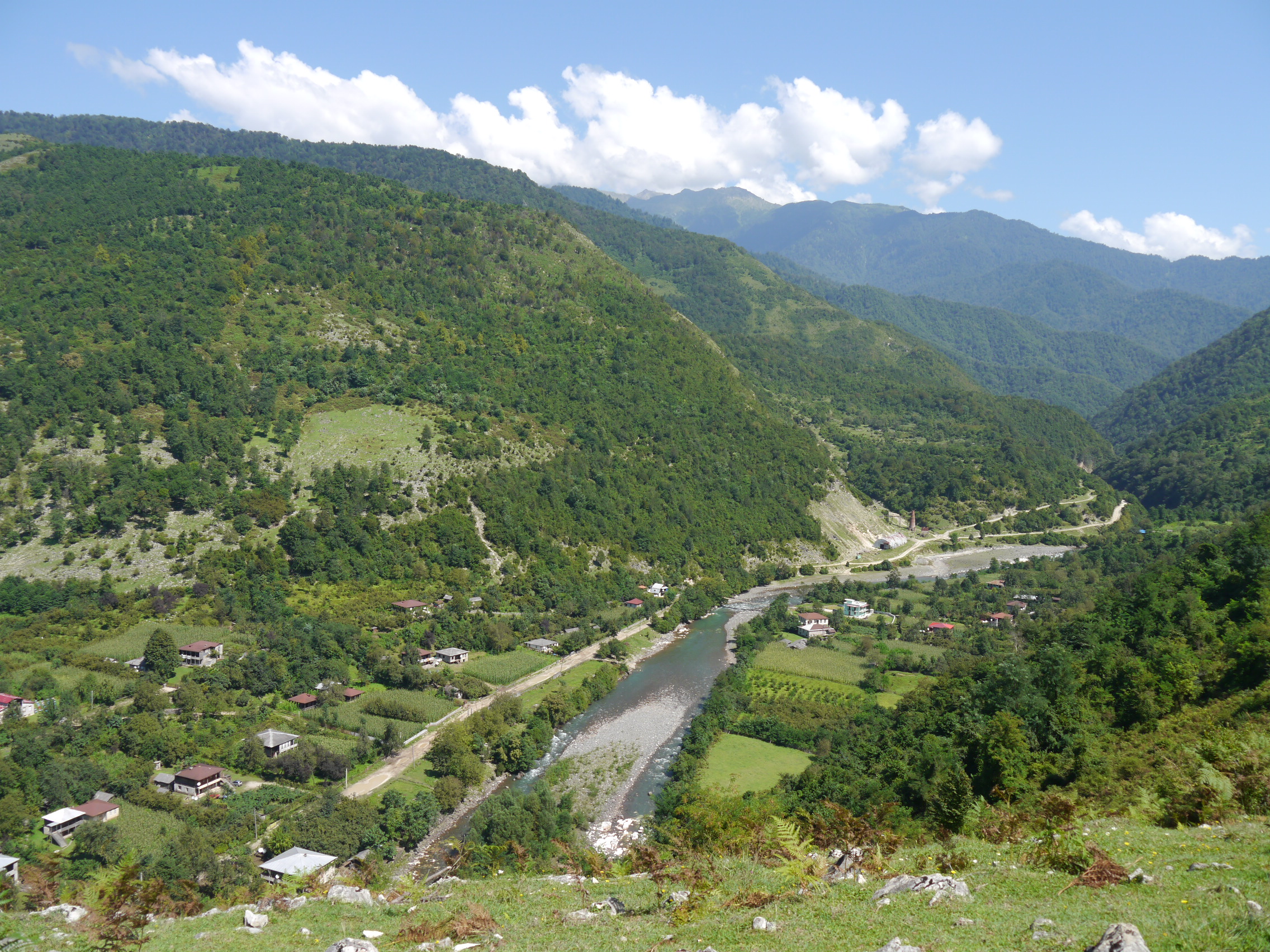
Blick ins Lugella-Tal

Muchuri (mingrelisch und georgisch მუხური) ist ein West-Georgisches Dorf der Region Mingrelien und Oberswanetien in der Munizipalität Tschchorozqu. Es liegt größtenteils in der kolchischen Tiefebene, erstreckt sich aber teilweise auf einen Ausläufer des großen Kaukasus. Nahe dem Dorfzentrum spannt sich eine auf Felsen gemauerte Brücke mit zwei Bögen über den Fluss Chobiszqali (georgisch ხობისწყალი), der dem großen Kaukasus entspringt und hier das Lugella-Tal verlässt. Im Osten grenzt Mukhuri an das Dorf Taia (georgisch თაია), im Süden an die Dörfer Zumi (ზუმი) und Khabume (ხაბუმე) sowie in nördlicher Richtung an Kanti (კანთი).
Bis in die 1990er Jahre befand sich im Ort eine der größten sowjetischen Zuchtstationen für die Kaukasische Biene. Noch heute ist die Honigherstellung ein wichtiger Einkommenszweig für die Dorfbewohner.
Etwa 3,5 km vom Dorfzentrum flussaufwärts entfernt befindet sich im Lugella-Tal ein Einstieg in eine Karsthöhle namens Shurubumu (georgisch შურუბუმუ).
Ebenfalls im Lugella-Tal, etwa 5 km vom Ortszentrum entfernt, liegt eine stark kalziumhaltige Mineralwasserquelle.
In den Sommermonaten ist Mukhuri ein beliebtes Reiseziel für georgische Stadtbewohner. Im Bereich der Dorfbrücke staut sich der Khobistskhali zu einem kleinen, bis zu etwa drei Meter tiefen, Badesee auf. Als Mutprobe wird der Sprung von der knapp zehn Meter hohen Brücke ins Wasser angesehen. Jedes Jahr im August findet die ausschließlich in Mukhuri ausgetragene „Menchuruva-Meisterschaft“ (mingrelisch მენჩურუვა) statt. Dabei treten jeweils zwei Schwimmer, begrenzt durch ein ca. fünf mal fünf Meter großes Quadrat aus Seilen, gegeneinander an. Der Schwimmer, der es zuerst schafft, den anderen unterzutauchen, gewinnt den Durchgang und steigt in die nächste Finalrunde auf. Am Ende wird der beste Menchuruva-Schwimmer geehrt.
Interessant für Wanderer ist der Ort als Ausgangspunkt einer mehrtägigen Rundwanderung, die zum 2647 Meter hoch gelegenen Gebirgssee Tobavarchkhili (mingrelisch und georgisch  ტობავარჩხილი) führt.

## Söhne und Töchter des Dorfes
- Lasha Gakharia (1947 – 2004), mingrelischer und georgischer Schriftsteller[3]